# Pieve di Santa Maria Assunta (Lizzano Pistoiese)
La pieve di Santa Maria Assunta si trova a Lizzano Pistoiese, frazione del comune di San Marcello Piteglio.

## Storia e descrizione
Era la più antica della montagna, ricordata già nel 998, ma oggi ha un aspetto moderno perché ricostruita dopo il 1814, quando fu distrutta da una frana.
La Pievania fino alla prima metà del '400 aveva dipendente  Chiesa di San Bartolomeo a Cutigliano e nella seconda metà del '500 si staccò dall'autorità lizzanese anche la chiesa di  San Lorenzo a Spignana; mentre oggi conserva la supervisione sugli oratori di San Paolo e del più antico di  Sant' Anna a Vizzaneta, di  Sant' Andrea a Pratale  e di Santa Maria a Lancisa.
All'interno sono conservati importanti dipinti e sculture: una terracotta policroma invetriata con la Madonna col Bambino e quattro santi (1511), forse di fra' Ambrogio della Robbia; una Madonna col Bambino a tutto tondo di Andrea della Robbia; una cinquecentesca Madonna col Bambino e santi di Leonardo, figlio di Bernardino del Signoraccio; una Vergine Assunta di Filippo Tarchiani.
Sull'altar maggiore un  crocifisso ligneo degli inizi del Cinquecento, forse di Baccio da Montelupo.

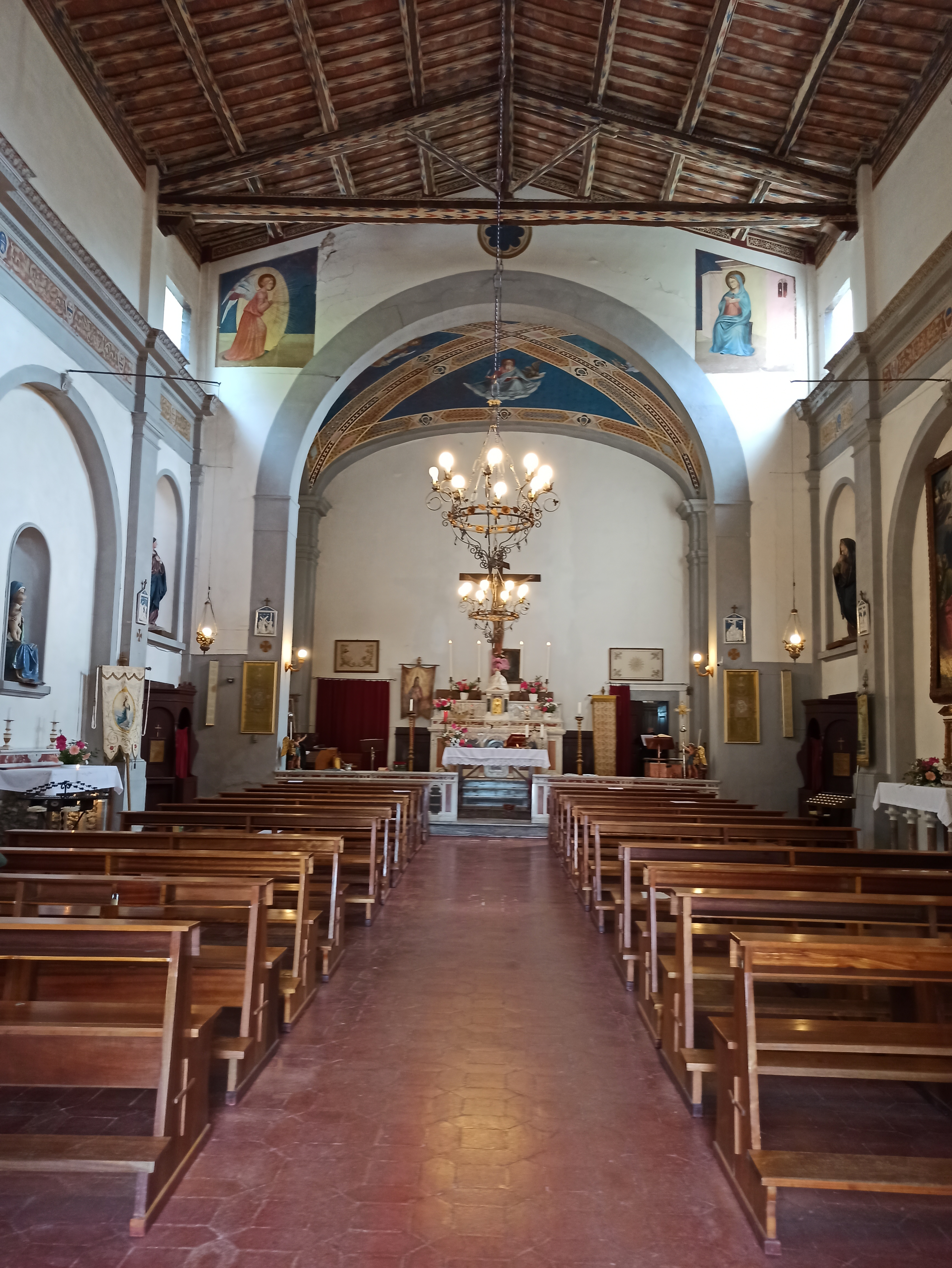
Vista interna